# Songsan-myeon, Hwaseong
Songsan-myeon (koreanska: 송산면) är en socken i den nordvästra delen av Sydkorea,  40 km sydväst om huvudstaden Seoul. Den ligger i kommunen Hwaseong i provinsen Gyeonggi.